# Gymnasium Fürstenried
Das Gymnasium Fürstenried (ehemals „Gymnasium Fürstenried-West“) ist ein naturwissenschaftlich-technologisches und sprachliches Gymnasium im Münchner Stadtteil Fürstenried.

## Lage
Das Gymnasium liegt in der Siedlung Fürstenried West direkt an der Kreuzung Engadiner/Graubündener Straße, nahe der U-Bahn-Haltestelle und dem Busbahnhof Fürstenried West. Das Gymnasium teilt sich das Schulgebäude mit der staatlichen Joseph-von-Fraunhofer-Realschule. Nördlich der Schule befinden sich neben einer Grundschule die Turnhallen und die Bezirkssportanlage, die auch vom TSV Forstenried benutzt wird.

## Geschichte und Entwicklung
Der Stadtteil Fürstenried spielte eine zentrale Rolle in den Planungen der Landeshauptstadt München, mit denen man dem enormen Bevölkerungswachstum der 1960er Jahre gerecht werden wollte: am 15. September 1957 war Münchens millionster Bürger geboren worden, seither wuchs die Stadtbevölkerung jährlich um 25.000 Personen an. Im Jahr 1971 nahm das Gymnasium Fürstenried-West den Schulbetrieb in Räumen der Grundschule an der Berner Straße auf. Etwa 300 Schüler wurden in 10 Klassen von 13 Lehrkräften unterrichtet. Aufgrund des akuten Raummangels fand der Unterricht im Schichtbetrieb statt. Parallel dazu errichtete die Stadt München an der Engadiner Straße ein Schulzentrum mit Gesamtkosten von über 43 Millionen DM. Geplant war eine kooperative Gesamtschule, die in einer Realschule und einem Gymnasium über 2000 Schüler aufnehmen sollte. 1974 zog das Gymnasium von der Berner in die Engadiner Straße. Die Segnung durch Julius Kardinal Döpfner am 23. Juli 1976 war dessen letzte offizielle Amtshandlung vor seinem Ableben am Morgen des 24. Juli 1976. In diesem Jahr nahm die Realschule den Schulbetrieb auf und es fand die offizielle Einweihung des Schulzentrums statt. Zu diesem Zeitpunkt war die Idee einer Gesamtschule bereits weitgehend vom Tisch. Elternproteste, praktische Probleme bei der Raumaufteilung und nicht zuletzt pädagogische Interessenskonflikte führten zu einer klaren Trennung im schulischen Bereich, sowohl in räumlicher als auch verwaltungstechnischer und unterrichtlicher Hinsicht.
Die Schülerzahlen bewegten sich im Gymnasium über lange Jahre im Bereich von 600 Schülern. Seit dem Schuljahr 2007/2008 sind die Zahlen stark angestiegen, was in der demographischen Entwicklung am Ortsrand Münchens begründet ist, vor allem aber in einer deutlichen Veränderung des Angebotsprofils der Schule. Im Schuljahr 2012/2013 besuchen über 900 Schüler das Gymnasium, die von 75 Lehrkräften unterrichtet werden. Das „West“ ist mittlerweile aus dem Schulnamen verschwunden, im Hinblick auf Schloss Fürstenried, den historischen Kern dieses Münchner Stadtteils, lautet die offizielle Schulbezeichnung nunmehr „Gymnasium Fürstenried“.

### Schulleiter
- Richard Mock (1971–1991)
- Konrad Raab (1991–2000)
- Willi Eisele (2000–2011)
- Werner Fiebig (2011–2015)
- Rupert Grübl (2015–2019)
- Holger Küst (2019–2023)
- Gregor Pelger (seit 2023)

## Ausbildungsausrichtung
Das Gymnasium bietet im Rahmen eines neunjährigen Gymnasiums folgende Ausbildungszweige an:
1. Sprachliches Gymnasium (SG). Im Schuljahr 2013/14 wurde ein neuer Ausbildungszweig mit drei modernen Fremdsprachen (Englisch, Französisch, Italienisch) eingeführt.
2. Naturwissenschaftlich-technologisches Gymnasium (NTG)

## Gebäude und Schulgelände

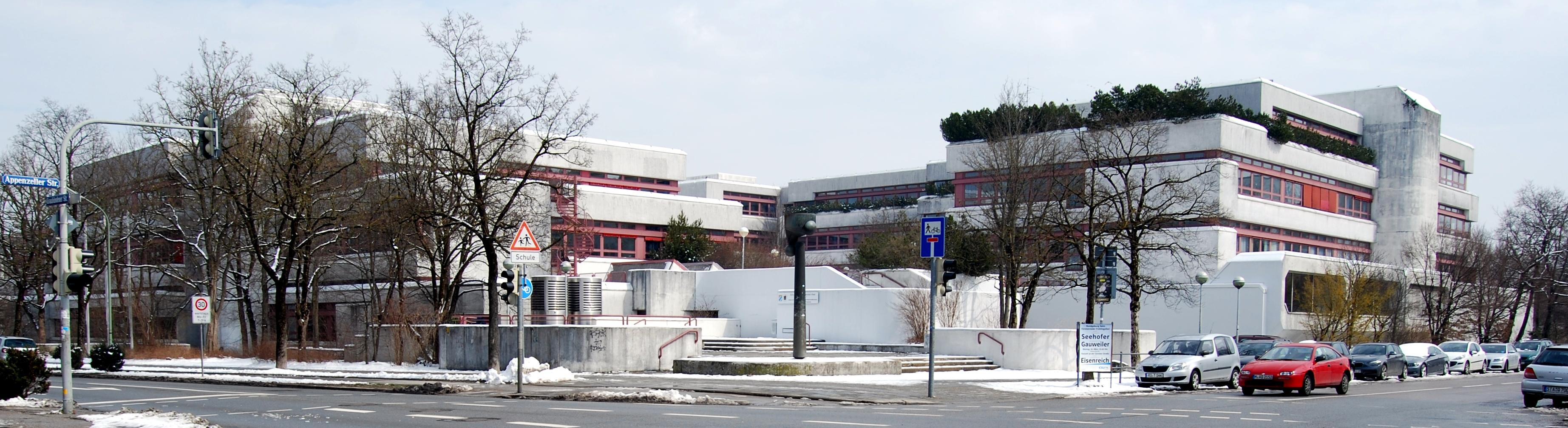
Gymnasium Fürstenried

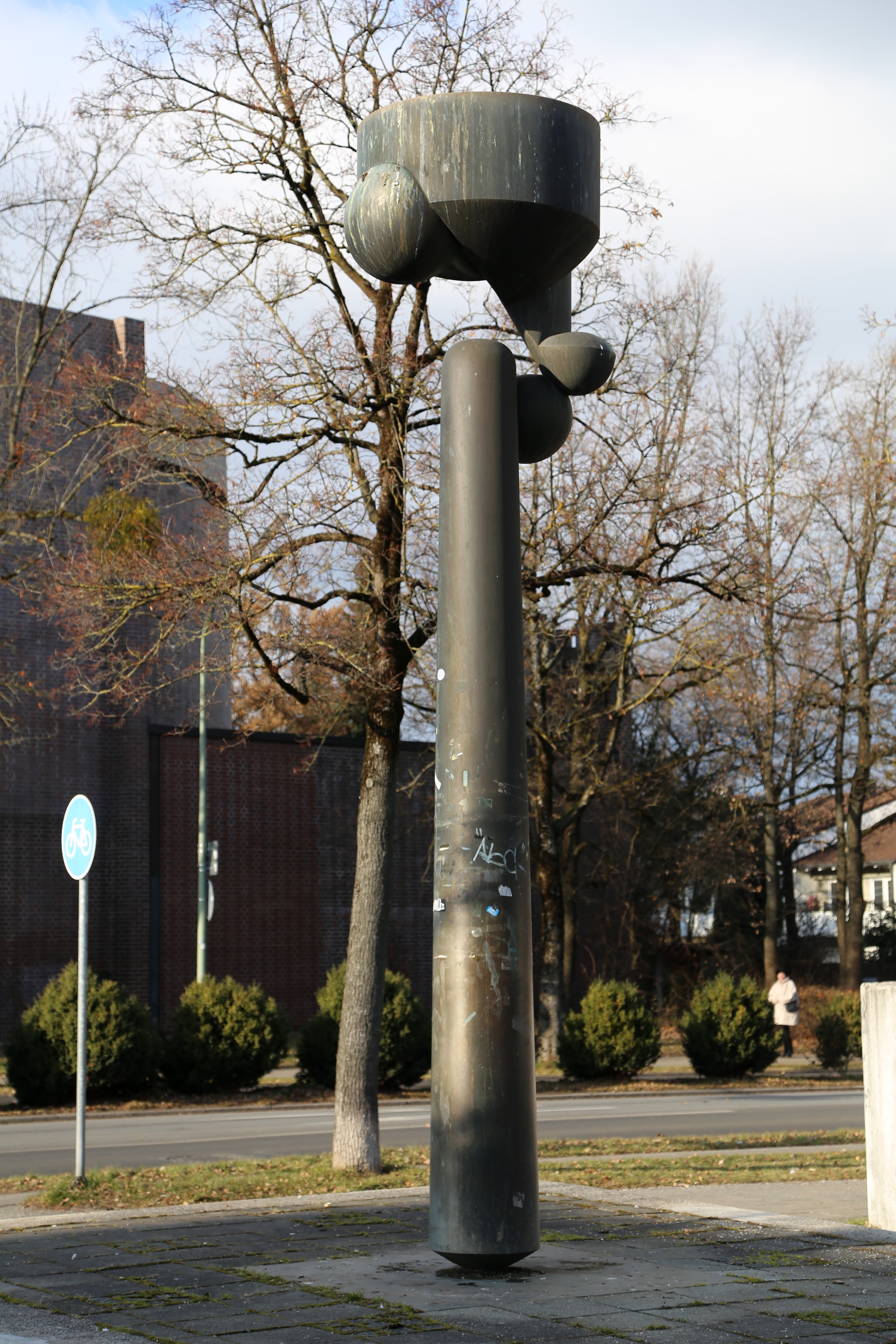
Fritz Koenig Grosse Kore III (1972–1975)

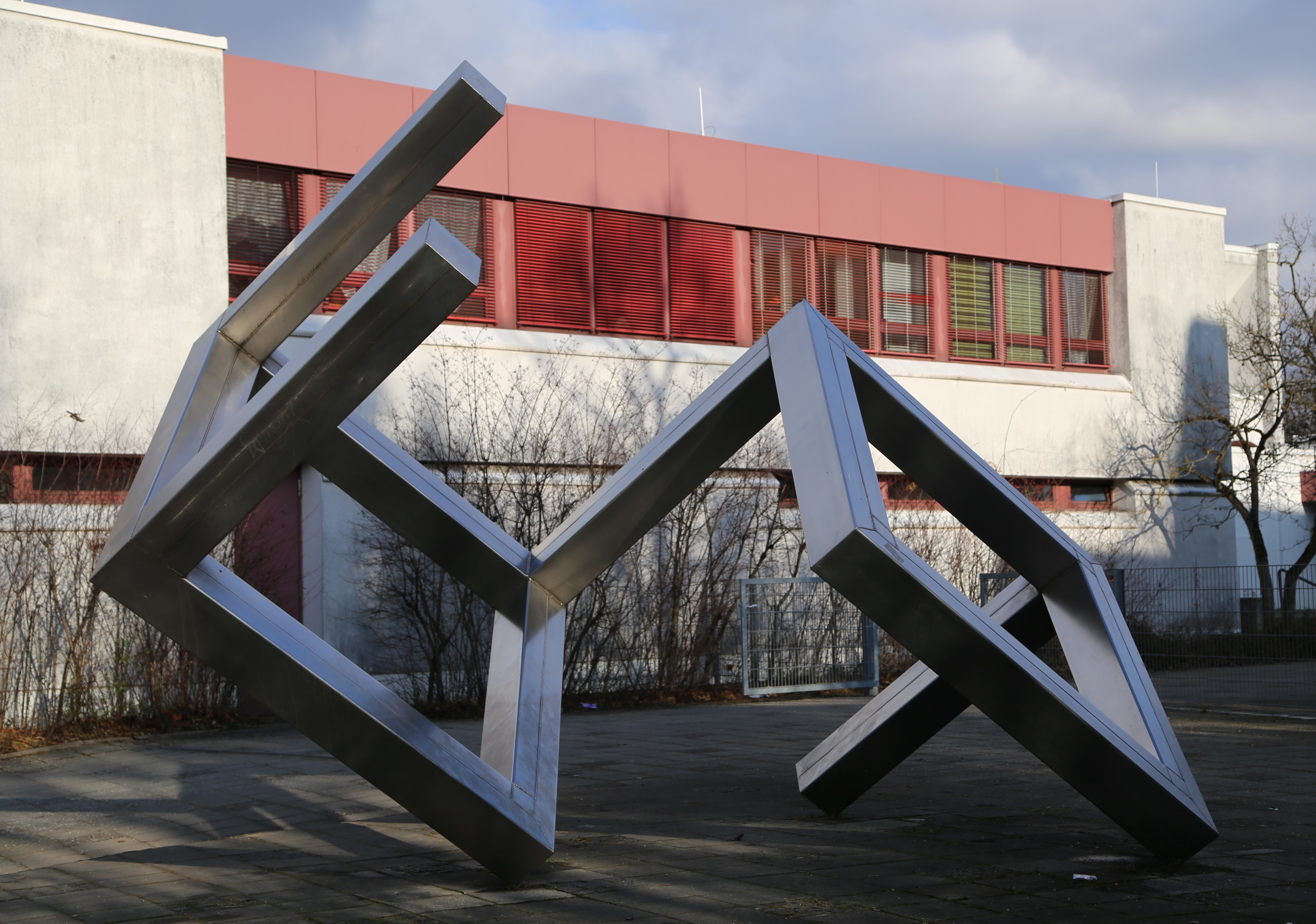
Alf Lechner o.T. (1973)

Der massive Gebäudekomplex  ist in den Jahren 1970–1976 nach den Plänen des Architekten Peter Lanz im Baustil des Brutalismus entstanden. Im zusammenhängenden, mehrgeschossigen Hauptbau sind die Staatliche Realschule und das Staatliche Gymnasium untergebracht, in einem separaten Bau Sporthalle und Schulschwimmbad. Während  bei der in unmittelbarer Nähe liegenden Kirche St. Matthias von dem Architekten Alexander von Branca, die dem gleichen Stil der modernen Architektur zugeordnet wird, eine Hülle von dunklen Sichtziegeln den Kern aus Beton außen und innen umgibt, ist das vorherrschende  Gestaltungsprinzip des Schulkomplexes sowohl innen als auch außen der Einsatz von Sichtbeton komplettiert vom Farbkonzept des Künstlers Rupprecht Geiger. Die Fassaden aus Beton sind mittlerweile in einem Weißton übertüncht und in Kontrast zum Rot der Fensterrahmungen und der Begrünung der balkonartigen Vorbauten und Terrassen. Die Türme der dahinterliegenden Treppenaufgänge waren ursprünglich blau. Die im Innern verwendeten Farben – so Rupprecht Geiger  – sind als „Chance für die ästhetische Stimulation der Schüler als auch als Orientierungssystem innerhalb der Schule gedacht“. Die Eingangshalle ist ein Rottönen gehalten, vor dem Grau des Beton Geiger‘sche Gerundete Formen (Acryl/Aluminium) und als Wandverkleidung in Rot-Orange-Pink Eternitplatten. In den oberen Stockwerken dominieren die Farben Blau, Grün bzw. Gelb. Im Lauf der Jahre haben sich auch Schüler durch farbige Gestaltung von Betonpfeilern und Wandbildern eingebracht.
Auf dem Gelände der Schule ist gleichfalls Kunst am Bau zu finden. Gegenüber der Kirche St. Matthias Ecke Engadiner-/Graubündnerstr. finden sich die Bronzeskulptur Große Kore III von Fritz Koenig sowie an der Graubündnerstr. Alf Lechners Stahlskulptur o. T., die den Würfelkonstruktionen des Künstlers zuzuordnen ist.
Den bei den steigenden Schülerzahlen notwendigen Raumbedarf decken inzwischen mobile Unterrichtsräume (Container), die im Pausenhof aufgestellt wurden. Nach Abschluss der derzeitigen Renovierung des Sportgebäudes steht die erneute Sanierung des Hauptgebäudes an.
Seit 2021 steht das Gebäude unter Denkmalschutz.

## Schulleben
Das Gymnasium Fürstenried bietet naturwissenschaftlich-technologische und sprachliche Ausbildungsrichtungen an, mit Englisch oder Latein als erster Fremdsprache.
In Wahlkursen haben die Schüler die Möglichkeit, ihre persönlichen Neigungen zu vertiefen. Musisch-kreative Angebote (Theater, Schülerzeitung „Bunker Blatt’l“, Film und Video, Chor, Orchester, Band, Instrumentalunterricht, Informatik / Webdesign, Kreatives Basteln und Werken) werden ergänzt durch Sportkurse (Basketball, Dart, Fußball, Rugby, Schach, Schwimmen, Volleyball), Arbeitsgemeinschaften im Rahmen der Schülermitverantwortung und international orientierte Arbeitskreise (Model United Nations, Burkina Faso Gruppe). Die Schule stellt zudem ein Ski-Rennteam. Für den Schwimmunterricht steht eine eigene Halle zur Verfügung.
Für Schüler mit Migrationshintergrund und mangelnden Sprachkenntnissen gibt es speziellen Zusatzunterricht. Die Unterstufentheatergruppe „Multi-Kulti“ ist Teil dieses Projekts.
Seit dem Schuljahr 2012/2013 bietet die offene Ganztagesschule ein rhythmisiertes Nachmittagsprogramm mit Hausaufgabenbetreuung sowie unterschiedlichen Sport-, Kreativ- und Lernangeboten. Ein Tutorenteam unterstützt die Schülerinnen und Schüler bei Problemen in einzelnen Fächern.

### Schülerorganisationen
Die Schülermitverantwortung (SMV) wird am Gymnasium Fürstenried von gewählten Stufensprechern unterstützt sowie von Schülerteams, deren Mitglieder sich über spezielle schulinterne Ausbildungswege für ihre Aufgaben qualifizierten (Tutoren, Mediatoren, Streitschlichter, Coaching Team).

## Ehemalige
- Jeanette Hain (* 1969), Schauspielerin
- Christian Nerlinger (* 1973), Fußballnationalspieler
- Thomas Pohl (1967–2023), Schauspieler und Theaterregisseur
- Martin Andreas Stadler (* 1973), Ägyptologe, Hochschullehrer
- Michael Stolz (* 1960), Germanist, Hochschullehrer
- Wolfgang Ullrich (* 1967), Kunsthistoriker und Kulturwissenschaftler